# Sukomulyo (Manyar)
Sukomulyo is een bestuurslaag in het regentschap Gresik van de provincie Oost-Java, Indonesië. Sukomulyo telt 9968 inwoners (volkstelling 2010).